# Nowdezh
Nowdezh o Now Dezh (farsi نودژ) è una città dello shahrestān di Manujan, circoscrizione di Nowdezh, nella provincia di Kerman. Aveva, nel 2006, una popolazione di 5.510 abitanti. 